# سكيب سبينس
سكيب سبينس (بالإنجليزية: Skip Spence)‏ هو مغن مؤلف ومغني وعازف قيثارة وموسيقي أمريكي، ولد في 18 أبريل 1946 في وندسور في كندا، وتوفي في 16 أبريل 1999 في سانتا كروز في الولايات المتحدة بسبب سرطان الرئة.

## وصلات خارجية
- سكيب سبينس على موقع IMDb (الإنجليزية)
- سكيب سبينس على موقع ميوزك برينز (الإنجليزية)
- سكيب سبينس على موقع إن إن دي بي (الإنجليزية)
- سكيب سبينس على موقع أول ميوزيك (الإنجليزية)
- سكيب سبينس على موقع ديسكوغز (الإنجليزية)